# 嬉野バスセンター

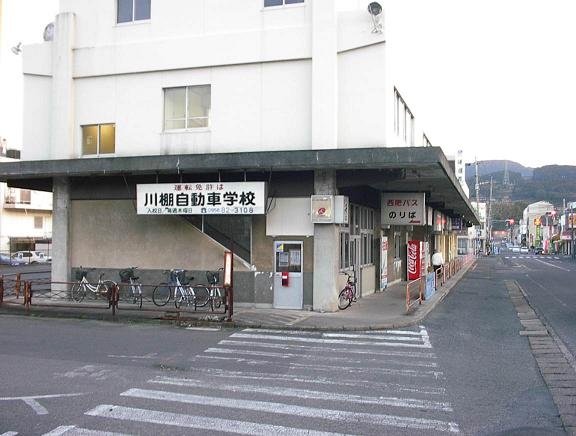
手前が西肥自動車、奥がJR九州バスの乗り場（2005年1月）
※現在は各社とも写真右側の公道側ではなく写真左側のホームで乗降扱いを行う

嬉野バスセンター（うれしのバスセンター）は、佐賀県嬉野市嬉野町下宿にあるバスターミナルである。嬉野温泉バスセンター（うれしのおんせんバスセンター）の呼称も用いられる。

## 概要
九州急行バス・西肥自動車（西肥バス）・JR九州バス・祐徳自動車（祐徳バス）の4社が乗り入れている。九州急行バスと西肥自動車は「嬉野バスセンター」、祐徳自動車とJR九州バスは「嬉野温泉バスセンター」の呼称を用いている。国鉄バス時代には自動車駅の呼称として嬉野温泉駅（うれしのおんせんえき）が用いられていた。
かつて祐徳自動車は当所から国道34号沿いに東へ徒歩5分の場所に独自のバスターミナルを所有していたが、2008年（平成20年）4月1日に当所と統合している。九州急行バスもかつては祐徳自動車側のターミナルに発着していた。ターミナル統合後、かつての祐徳自動車側のターミナルは同社が運営するホームセンター「ホームセンターユートク嬉野店」となっている。
建物は鉄筋コンクリート2階建てで、嬉野温泉観光協会や旅館組合、バリアフリーセンターなどが入居している。以前はJR側にも売店があったが、現在は閉鎖されている（西肥側には売店あり）。また、JR側では2001年（平成13年）7月の分社化で、鉄道連絡の扱いが定期券に限定されたため、現在窓口で取り扱う乗車券類はバス普通乗車券、定期券、回数券に限られている（以前は連絡乗車券の他、鉄道の特急券や新幹線特急券など幅広く扱っていた）。

## 路線
九州急行バス
- 九州号：博多バスターミナル - 西鉄天神高速バスターミナル - 嬉野バスセンター - 長崎駅前

西肥自動車
- 嬉野バスセンター - 温泉四区 - 嬉野医療センター
- 嬉野バスセンター - 永尾山 - 内海 - 波佐見役場前 - 三川内駅前 - 早岐田子の浦 - 卸本町入口 - 日宇駅前 - 藤原橋 - 佐世保駅前
- 嬉野バスセンター - 永尾山 - 内海 - 波佐見役場前 - 三川内駅前 - 早岐田子の浦 - 卸本町入口 - 日宇駅前 - 藤原橋 - 佐世保駅前 - 松浦町中央公園口 - 佐世保市役所前 - 堺木 - 大野 - 吉岡団地 - 佐世保商業高校
- 嬉野バスセンター - 永尾山 - 内海 - 波佐見役場前 - 三川内駅前 - 早岐田子の浦 - 卸本町入口 - 日宇駅前 - 藤原橋 - 佐世保駅前 - 松浦町中央公園口 - 佐世保市役所前 - 堺木 - 労災病院入口 - 矢峰 - 柚木
- 嬉野バスセンター - 永尾山 - 内海 - 波佐見役場前 - 三川内駅前 - 早岐中学校前 - 早岐駅前 - 宮崎橋 - 広田三丁目 - 重尾

JR九州バス
西九州新幹線開業に伴い、本線が新幹線駅経由となった。当センターと新幹線駅間の所要時間は15分前後。
- 嬉野線
  - ゆめタウン - 青陵中学校前 - 武雄温泉駅南口 -（武雄高校前/武雄市役所前）- 日出城 - 一位原 - （西九州新幹線嬉野温泉駅→嬉野医療センター） - 嬉野温泉バスセンター（当センター） - 湯野田 - 平野橋 - 俵坂 - 彼杵駅
  - 嬉野温泉バスセンター（当センター） - 曙橋 - 平野橋 - 不動山 - 牛の岳

祐徳自動車
- 湯の田 - 嬉野温泉バスセンター（当センター） - 一位原 - 塩田（嬉野市役所本庁）- 鹿島バスセンター - 鹿島中川 - 祐徳神社
- 湯の田 - 嬉野温泉バスセンター（当センター） - 上皿山 - 東吉田 - 鹿島バスセンター - 鹿島中川
- 湯の田 - 嬉野温泉バスセンター（当センター） - 一位原 - 日出城 - 山内東小前 - 三間坂駅前
- 湯の田 - 嬉野温泉バスセンター（当センター） - 下吉田 - 七ツ川内

## 周辺
嬉野市旧嬉野町域の中心部であり嬉野温泉の温泉街内である。
- E34 長崎自動車道 6 嬉野インターチェンジ - 「九州号」の嬉野経由便はここのバス停発着を基本とする
- 国道34号
- 佐賀県道303号岩屋川内嬉野線
- 嬉野市役所嬉野総合支所
- 嬉野郵便局
- 嬉野温泉
- 長崎街道
- JR九州バス嬉野支店
- 国立病院機構嬉野医療センター
- 佐賀県農業協同組合嬉野支所

## 参考資料
1. ↑  「嬉野のバスターミナル２カ所を統合」『佐賀新聞』佐賀新聞社、2008年3月30日。オリジナルの2016年7月30日時点におけるアーカイブ。2016年7月30日閲覧。
2. ↑  “路線バス 佐賀・長崎県 嬉野線 本線 たけお競輪場～武雄温泉駅～嬉野温泉～彼杵駅”.   JR九州バス株式会社. 2024年5月26日閲覧。